# Bataille de Salaita
Première Guerre mondiale
Batailles
Front africain
- Laï (8-1914)
- Sandfontein (9-1914)
- Tanga (11-1914)
- Naulila (12-1914)
- Jassin (1-1915)
- Gibeon (4-1915)
- Bukoba (6-1915)
- Mongua (8-1915)
- Salaita (2-1916)
- Beringia (5-1916)
- Negomano (11-1917)

Front d'Europe de l'Ouest
Front italien
Front d'Europe de l'Est
Front des Balkans
Front du Moyen-Orient
Bataille de l'Atlantique
La bataille de Salaita, également connue sous le nom de bataille de Salaita Hill, est le premier grand engagement de troupes sud-africaines en Afrique de l'Est. La bataille a lieu le 12 février 1916, dans le cadre d'une offensive lancée sur l'Afrique orientale allemande, par le général sud-africain Jan Smuts qui assure le commandement général des forces de l'entente dans la région.

## Contexte historique
Salaita est un centre de communication et un point de convergence du système ferroviaire. Censée être défendue par un petit détachement de 300 hommes, elle est également proche de l'Afrique orientale britannique. L'importance stratégique qu'elle revêt pour les Allemands et son manque de défense apparent, font de Salaita une cible de choix pour le général Smuts. 
L'avancée des troupes du général Smuts en Afrique orientale allemande est menée par la 2e division de l'Afrique du Sud, commandée par le brigadier-général Wilfred Malleson. Malleson a peu d'expérience au combat; il a précédemment servi dans l'état-major du maréchal Kitchener et dans le cadre de la mission militaire britannique en Afghanistan, avant le déclenchement de la Première Guerre mondiale.
La Deuxième Brigade d'Infanterie sud-africaine du brigadier-général Beves et la Première Brigade de l'Afrique de l'Est sont désignés pour attaquer Salaita, soit un total de 6 000 hommes dont une brigade d'artillerie indienne qui leur est attachée. Bien que les renseignements britanniques suggèrent le contraire, Salaita est fortement défendue par quelque 1 300 hommes sous le commandement du major-général Georg Kraut. En outre, Malleson ignore qu'il y a six Schutztruppe dans les alentours de Salaita, soit environ 1 000 hommes supplémentaires.

## La bataille
L'assaut de l'Entente commence dans la matinée du 12 février, avec un premier bombardement des positions allemandes. Cependant ce sont les tranchées allemandes secondaires qui sont bombardées, au lieu de la première ligne. Ce bombardement alerte donc les troupes allemandes de l'attaque tout en leur laissant leur capacité à s'y opposer. Malleson subit une autre déconvenue deux heures plus tard, lorsque l'artillerie allemande commence à tirer alors que ses hommes sont à moins de deux kilomètres de Salaita.
Beves déploie ses troupes pour attaquer. La brigade du VIIe régiment d'infanterie sud-africaine, commandée par le lieutenant-colonel Freeth JC, mène l'assaut. Elle est secondée sur le flanc gauche par le Ve régiment du lieutenant-colonel JJ Byron, et sur le flanc droit par le VIe régiment du lieutenant-colonel GMJ Molyneux. Les hommes sont disposés en une formation dispersée de tirailleurs. Les Sud-Africains parviennent à percer les lignes de défenses allemandes, mais sont finalement arrêtés par des mitrailleuses, puis contraints de faire retraite après avoir subi des pertes sérieuses. Au moment où les troupes sud-africaines reviennent à leurs positions de départ, elles sont attaquées sur leur flanc par une colonne allemande dirigée par le capitaine Schultz, arrivant depuis la ville voisine de Taveta. À la suite de cette rencontre, les troupes sud-africaines doivent se retirer au nord du Serengeti, après avoir perdu 138 hommes.
À la suite de cette bataille, le commandant des forces allemandes en Afrique de l'Est, le général Paul Emil von Lettow-Vorbeck, renforce ses unités dans la zone du Kilimandjaro, en prévision de nouvelles attaques sud-africaines. Près de la moitié des forces allemandes sous le commandement de Lettow-Vorbeck ont finalement été transférés dans la région (800 Allemands et 5200 Schutztruppe).

## Sources
- (en) Cet article est partiellement ou en totalité issu de l’article de Wikipédia en anglais intitulé « Battle of Salaita » (voir la liste des auteurs).